# Kinderklinik (Dresden)

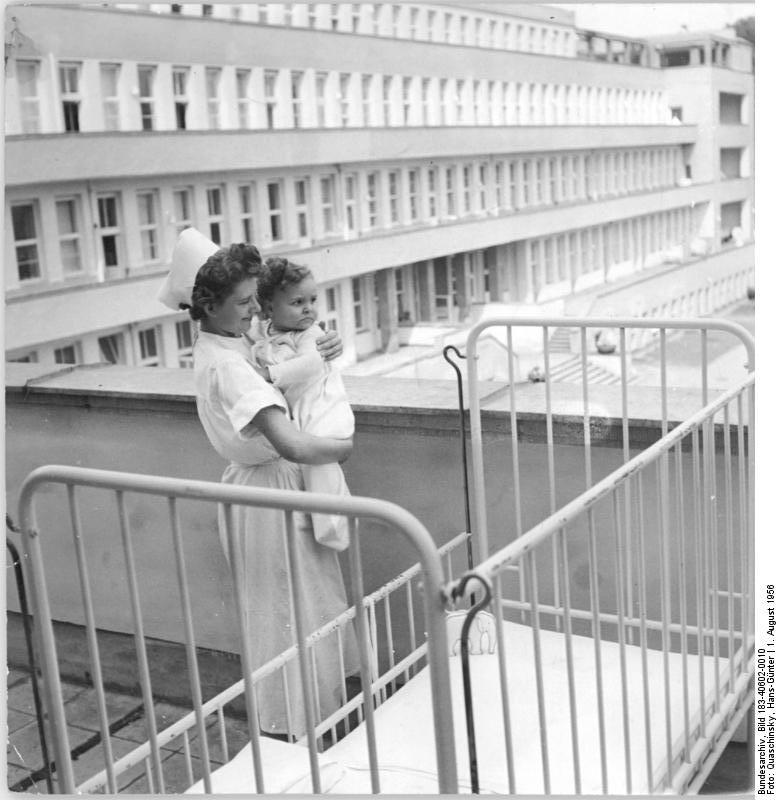
Kinderklinik

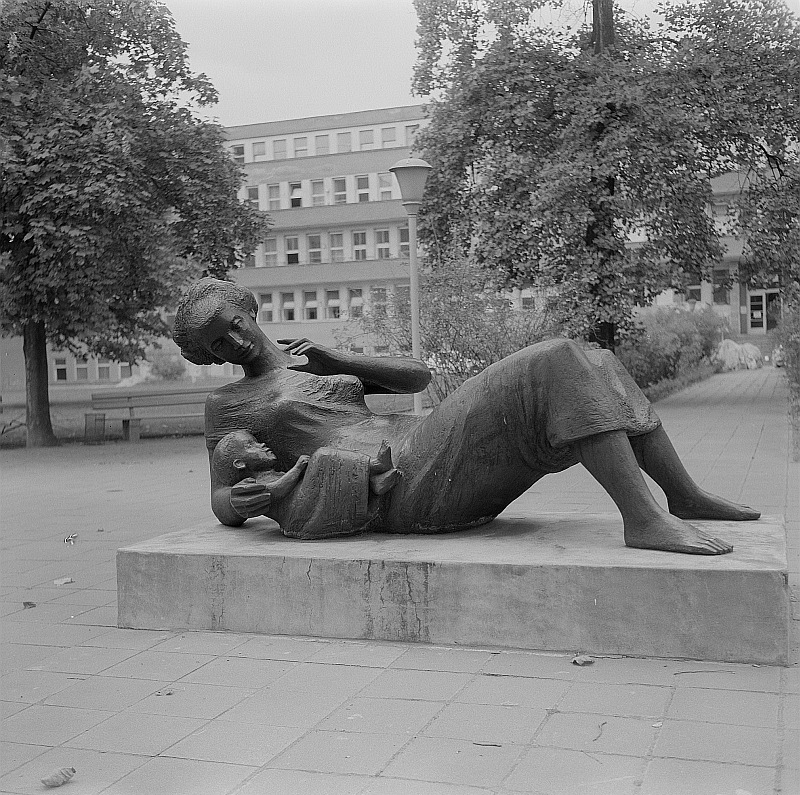
Kinderklinik, Skulptur

Die Kinderklinik war eine Kinderklinik an der Fetscherstraße 74 in Dresden-Johannstadt, die im Jahr 2000 abgebrochen und 2003 durch einen Neubau ersetzt wurde.

## Beschreibung

### Altbau
Im Stil der Neuen Sachlichkeit wurde die Kinderklinik von Paul Wolf von 1929 bis 1930 für die Medizinische Akademie Dresden erbaut. Deutlich war an dem Gebäude der Dresdner Kinderklinik die baulichen Umsetzung der „damals revolutionären Stadttheorien des Licht-Luft-Sonne Prinzips“ zu erkennen. So gab es Balkone, die sich in langen Reihe nach Süden öffneten. Dort konnten Säuglinge und Kinder bei gutem Wetter verweilen.
Von dem Gebäudekomplex hat sich nur das östliche Schwesternheim, heute Klinik und Poliklinik für Psychiatrie und Psychotherapie, erhalten. Die „Ursprungsidee der klaren, hellen Sachlichkeit“  ist an dem erhaltenen Treppenhaus, der „schlichten, etwas stereotyp wirkende Lochfassade und [an den] breiten Dachterrassen“ abzulesen.

### Neubau
An der Fetscherstraße befindet sich heute ein Neubau, der von den Architekten Heinle, Wischer und Partner 2003 fertiggestellt worden ist. Die Baukörper sind kammartig angeordnet. Sichtbeton, Holz, Linoleum und Naturstein wurden beim Bau verwendet.